# 竹田 (大字)
竹田，原稱為頓物，是臺灣屏東縣竹田鄉的一個傳統地域名稱，也是全鄉行政中心所在地，位於該鄉東南部。相較於今日行政區，其範圍大致包括竹田村不含西北端及北部邊界地帶、竹南村、糶糴村不含北部邊界地帶中至東段、大湖村東部邊界地帶中央一小段、泗洲村東北端。
本地區境內主要聚落為頓物、頓物潭、王華（玉華）、糴糴、崙仔，設有竹田國小。

## 歷史
台灣日治初期，竹田地區為一街庄，稱為「頓物庄」（舊制街庄），隸屬於港西下里。該庄昔日北與南勢庄、二崙庄為鄰，東邊北段與忠心崙庄為鄰，東邊南段及東南邊與萬巒庄為鄰，南邊為五魁藔庄，西邊及西北邊為溝仔墘庄。
1901年（日治明治三十四年）11月11日，全台廢縣廳改設二十廳，該庄隸屬於阿猴廳。1904年（明治三十七年）4月15日，該庄編入「二崙區」，隸屬於阿猴廳。1905年（明治三十八年）4月1日，阿猴廳改稱「阿緱廳」。1909年（明治四十二年）10月25日，全台合併二十廳為十二廳，二崙區仍隸屬於阿緱廳。1920年（大正九年）10月1日，全台地方制度大改正，廢十二廳改設五州二廳，該庄改制並改名為「竹田」大字，隸屬於高雄州潮州郡竹田庄（新制街庄）。
戰後竹田庄改制為竹田鄉，隸屬於高雄縣，大字亦改制為村。1950年（民國39年）10月1日，高、屏分治，竹田鄉改隸屬於屏東縣。
相較於今日行政區，本地區的範圍大致包括竹田村不含西北端及北部邊界地帶、竹南村、糶糴村不含北部邊界地帶中至東段、大湖村東部邊界地帶中央一小段、泗洲村東北端。

## 聚落
該地區發展較早的聚落為頓物、頓物潭、王華（玉華）、糴糴、崙仔，在日治期初期的官方地圖上已有記載。

## 交通
台鐵屏東線是高雄至枋寮間的鐵路幹線，經過本地區中部。最近的車站在北側為竹田車站，在南側為潮州車站。前者屬簡易站，僅停靠區間車；後者屬一等站，停靠部分大部分自強號及全部莒光號、區間快車、區間車；由此等可前往台鐵沿線各站。
國道3號又稱「福爾摩沙高速公路」，是貫穿台灣西部的兩條縱向高速公路之一，經過本地區西北部，並在本地區西部邊界外緣的省道台88線交會處設有竹田系統交流道，多利用該省道在鄉道屏85線交會處的竹田端進出；北側最近的交流道為省道台1線交會處的麟洛交流道。由此等可快速前往國道3號沿線各地。
省道台88線是「東西向快速公路－高雄潮州線」，其東側端點竹田端位於本地區南部偏東的鄉道屏85線交會處。由此可快速前往台88線沿線各地，或銜接國道3號、國道1號。
省道台1線又稱「縱貫公路」，是臺北至楓港的傳統平面幹道，經過本地區東部。由該道路北行可前往內埔鄉、內埔鄉/竹田鄉交界地帶、竹田鄉/麟洛鄉交界地帶、麟洛鄉、屏東市等地，南行可前萬巒鄉西南端、潮州鎮、新埤鄉、南州鄉東端等地。
鄉道屏75線是打鐵至社皮的道路，經過本地區的西南端。該道路在本地區西南方到達國道3號後成為其平面側車道。
鄉道屏81-2線是西勢至崙仔的道路，其南側端點（終點）位於本地區西北部、崙仔聚落的永興路路口。
鄉道屏81-3線是北勢至六份庄的道路，經過本地區西北端邊界地帶。
鄉道屏82線是溝仔墘至竹田的道路，經過本地區的糶糴、頓物（竹田）等聚落。該道路在本地區有部分路段與鄉道屏85線共線。
鄉道屏83線是新北勢至竹南的道路，其南側端點（終點）位於本地區中部偏西北的鄉道屏82線路口，由此向北會經過本地區的糶糴、崙仔等聚落。
鄉道屏85線是新北勢至潮州的道路，經過本地區的頓物聚落、玉華聚落東南郊、省道台88線竹田端交流道。該道路在本地區有部分路段與鄉道屏82線共線，另有部分路段與省道台1線共線。

## 學校
- 竹田國小

## 公務機關
- 竹田鄉公所
- 屏東縣萬丹戶政事務所竹田辦公室
- 屏東縣政府警察局潮州分局竹田分駐所
- 屏東縣政府消防局第二大隊竹田分隊